# 锡斯河畔尚邦
锡斯河畔尚邦（法語：Chambon-sur-Cisse，法語發音：[ʃɑ̃bɔ̃ syʁ sis]）是法国卢瓦-谢尔省的一个旧市镇，属于布卢瓦区。2017年，锡斯河畔尚邦并入市镇瓦朗锡斯。

## 地理
锡斯河畔尚邦（47°33'45"N, 1°12'57"E）面积12.71 平方千米，位于法国中央-卢瓦尔河谷大区卢瓦-谢尔省，该省份为法国中北部省份，北起厄尔-卢瓦省，东北接卢瓦雷省，东南接谢尔省，南至安德尔省，西南接安德尔-卢瓦尔省，西北接萨尔特省。
与锡斯河畔尚邦接壤的市镇（或旧市镇、城区）包括：布卢瓦、锡斯河畔舒济、库朗日、奥尔谢斯、塞亚克、瓦朗锡斯。
锡斯河畔尚邦的时区为UTC+01:00、UTC+02:00（夏令时）。

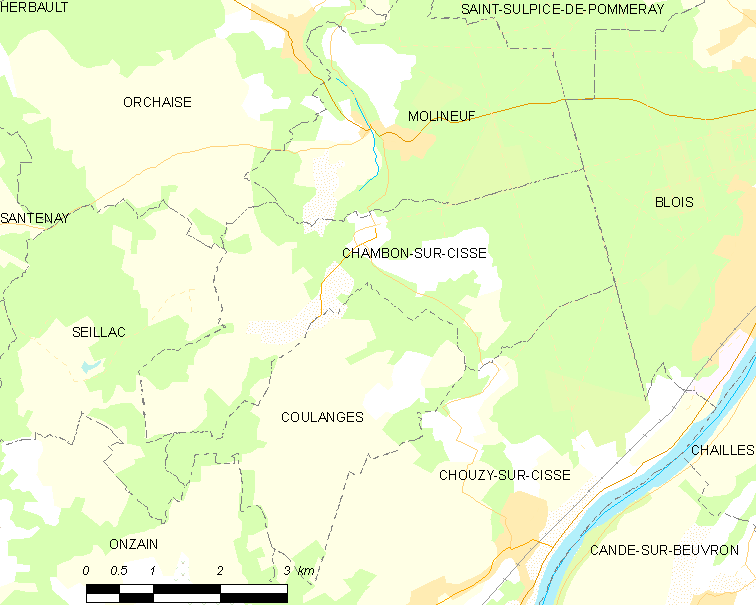
锡斯河畔尚邦的OSM定位图

## 行政
锡斯河畔尚邦的邮政编码为41190，INSEE市镇编码为41033。

## 政治
锡斯河畔尚邦所属的省级选区为卢瓦尔河畔沃赞县。

## 人口

1962-2008年间锡斯河畔尚邦人口变化图示

锡斯河畔尚邦于2018年1月1日时的人口数量为691人。